# جان لئونارد هاینز
جان لئونارد هاینز (انگلیسی: John L. Hines; ۲۱ مهٔ ۱۸۶۸ – ۱۳ اکتبر ۱۹۶۸) ژنرال نیروی زمینی ایالات متحده آمریکا بود، که در فاصله سال‌های ۱۹۲۴ تا ۱۹۲۶ به‌عنوان یازدهمین رئیس ستاد نیروی زمینی ایالات متحده آمریکا فعالیت می‌کرد.
هاینز فعالیت نظامی را از سال ۱۸۹۱ در نیروی زمینی آمریکا آغاز کرد، از ۱۹۱۸ تا ۱۹۱۹ فرمانده لشکر ۴ پیاده بود، از ۱۹۱۹ تا ۱۹۲۰ فرماندهی سپاه سوم زرهی را برعهده داشت، در فاصله سال‌های ۱۹۲۰ تا ۱۹۲۱ به‌عنوان فرمانده لشکر ۵ پیاده فعالیت می‌کرد و از ۱۹۲۱ تا ۱۹۲۲ فرمانده لشکر ۲ پیاده بود.
وی از ۱۹۲۲ تا ۱۹۲۴ فرماندهی سپاه هشتم را برعهده داشت و در فاصله سال‌های ۱۹۲۶ تا ۱۹۳۲ فرمانده دپارتمان فیلیپین بود. او در جنگ آمریکا و اسپانیا، جنگ فیلیپین و آمریکا و جنگ جهانی اول حضور داشت و در سال ۱۹۳۲ پس از ۴۱ سال خدمت از نیروهای مسلح آمریکا بازنشسته شد.